# Agraecia viridipennis
Agraecia viridipennis är en insektsart som beskrevs av Ludwig Redtenbacher 1891. Agraecia viridipennis ingår i släktet Agraecia och familjen vårtbitare. Inga underarter finns listade i Catalogue of Life.